# Myophonus horsfieldii
Myophonus horsfieldii là một loài chim trong họ Muscicapidae.